# Paul Caligiuri
Paul David Caligiuri (* 9. März 1964 in Westminster, Kalifornien) ist ein ehemaliger US-amerikanischer Fußballspieler und heutiger Trainer. Er spielte in der Abwehr und im defensiven Mittelfeld und absolvierte in seiner Karriere 110 A-Länderspiele und trug bei den meisten Spielen der US-Nationalmannschaft die Rückennummer 20. Zudem wurde er 1986 zum Fußballer des Jahres in den Vereinigten Staaten gekürt.
Seit der Saison 2017 trainiert er den Orange County FC, der in der National Premier Soccer League spielt.

## Karriere

### Verein
Als Jugendlicher weilte Caligiuri 1979 für sieben Monate in West-Berlin und spielte in dieser Zeit beim Verein Hertha Zehlendorf.
Er spielte von 1982 bis 1986 für die Hochschulmannschaft der University of California, Los Angeles (UCLA). Caligiuri studierte Soziologie und Volkswirtschaftslehre. 1985 gewann er mit UCLA den NCAA-Meistertitel. 1986 stand der von italienischen Vorfahren abstammende Caligiuri in seinem Heimatland für die Mannschaft San Diego Nomads in der Liga WSA auf dem Platz. Auf Vereinsebene spielte er dann für die Amateure des Hamburger SV (1987). Aus dem Bundesliga-Aufgebot wurde der US-Amerikaner Anfang August 1987 gestrichen, da der HSV im Zuge der Verpflichtung des jugoslawischen Torhüters Mladen Pralija einen Ausländerplatz freimachen musste und die Wahl auf Caligiuri fiel. Er spielte danach für den Zweitligisten SV Meppen (1987–1989), Los Angeles Heat (1989), Hansa Rostock (1990/91), den SC Freiburg (1991/92), den FC St. Pauli (1995/96), Columbus Crew (1996) und Los Angeles Galaxy (1997–2001).
Zur Saison 1990/91 wechselte Caligiuri zu Hansa Rostock, eingefädelt hatte den Wechsel der Hamburger Spielervermittler Wolfgang Kuhlmann. Damit war er der erste ausländische Profi im Verein. In dieser letzten Saison im DDR-Fußball gewann er mit Rostock die NOFV-Meisterschaft. Dadurch hatte der Verein einen Startplatz für die 1. Bundesliga erreicht. In dieser Saison wurde er ebenfalls letzter FDGB-Pokal-Sieger. Caligiuri absolvierte 22 Spiele für den F.C. Hansa; ein Tor gelang ihm nicht. Nach der Saison konnte er sich mit dem Verein nicht auf einen Bundesliga-Vertrag einigen. Daraufhin verließ er Rostock und ging zum SC Freiburg, für den er 18 Ligaspiele bestritt.
Caligiuri wechselte Ende Juli 1995 per Leihe von Los Angeles Salsa zum deutschen Bundesligisten FC St. Pauli, für den er 15 Einsätze in der 1. Bundesliga bestritt. In der 2. Bundesliga spielte er 45-mal (1 Tor) für den SV Meppen sowie 18-mal für den SC Freiburg. Ursprünglich hatte ihn im Januar 1987 der damalige Manager des Hamburger SV, Felix Magath, nach Hamburg geholt, nachdem Caligiuri 1986 in den USA „College-Fußballer des Jahres“ geworden war und Magath ihn 1986 in den Vereinigten Staaten bei einem Spiel einer Amerikaauswahl gegen eine Europaauswahl gesehen hatte. Beraten wurde Caligiuri bei seinem Wechsel nach Deutschland vom ehemaligen HSV-Spieler Horst Bertl. Doch Caligiuri hatte beim Hamburger SV unter Trainer Ernst Happel keine Chance und bestritt für diesen in der 1. Bundesliga kein einziges Spiel. Caligiuri trainierte bei den HSV-Profis mit und wurde in der Amateurmannschaft eingesetzt.

### Nationalmannschaft
Caligiuri nahm an zwei Weltmeisterschaften teil. In der Qualifikation zur WM 1990 schoss er das entscheidende Tor im Spiel gegen Trinidad und Tobago, dank des Sieges waren die Vereinigten Staaten nach 40-jähriger Pause wieder bei einem WM-Turnier dabei. Dieser Treffer wurde Wendepunkt in der Fußballgeschichte der Vereinigten Staaten bezeichnet. Bei der Weltmeisterschaft in Italien machte er für die USA alle drei Spiele mit. Die USA schieden in Italien jedoch nach drei Niederlagen in der Vorrunde aus. Bei der 1:5-Niederlage gegen die Tschechoslowakei markierte Caligiuri mit dem Ehrentreffer eines der zwei von den USA geschossenen Tore bei diesem Turnier.
Bei der Weltmeisterschaft 1994 im eigenen Land wurde er vom serbischen Trainer der USA, Bora Milutinović, wieder in den Kader der USA berufen. Nach überstandener Vorrunde schieden die USA im Achtelfinale unglücklich gegen den späteren Weltmeister Brasilien nach einem Tor Bebetos aus. Caligiuri wurde in allen vier Partien dieser WM eingesetzt.

### Erfolge
- NOFV-Meister: 1991 Letzte Meisterschaft des DDR-Fußballs
- NOFV-Pokalsieger: 1991 Letzter Pokalwettbewerb des DDR-Fußballs
- MLS Supporters’ Shield: 1998
- CONCACAF-Champions’-Cup-Sieger: 2000
- Lamar-Hunt-U.S.-Open-Cup-Sieger: 2001

## Trainerkarriere
Vor Beginn der Herbstsaison 2001 übernahm Caligiuri das Traineramt der Herren- und Frauenfußballmannschaft der California State Polytechnic University. Dort blieb er bis zum Ende der Saison 2008. Ab 2002 war er zusätzlich für den Hamburger SV als Spielersichter tätig. 2017 übernahm er den Orange County FC, der in der viertklassigen National Premier Soccer League spielt.

## Ehrungen
- 1997: Aufnahme in die Ruhmeshalle der University of California, Los Angeles
- 2004: Aufnahme in die Ruhmeshalle des US-Fußballverbands